# Edward Winterhalder

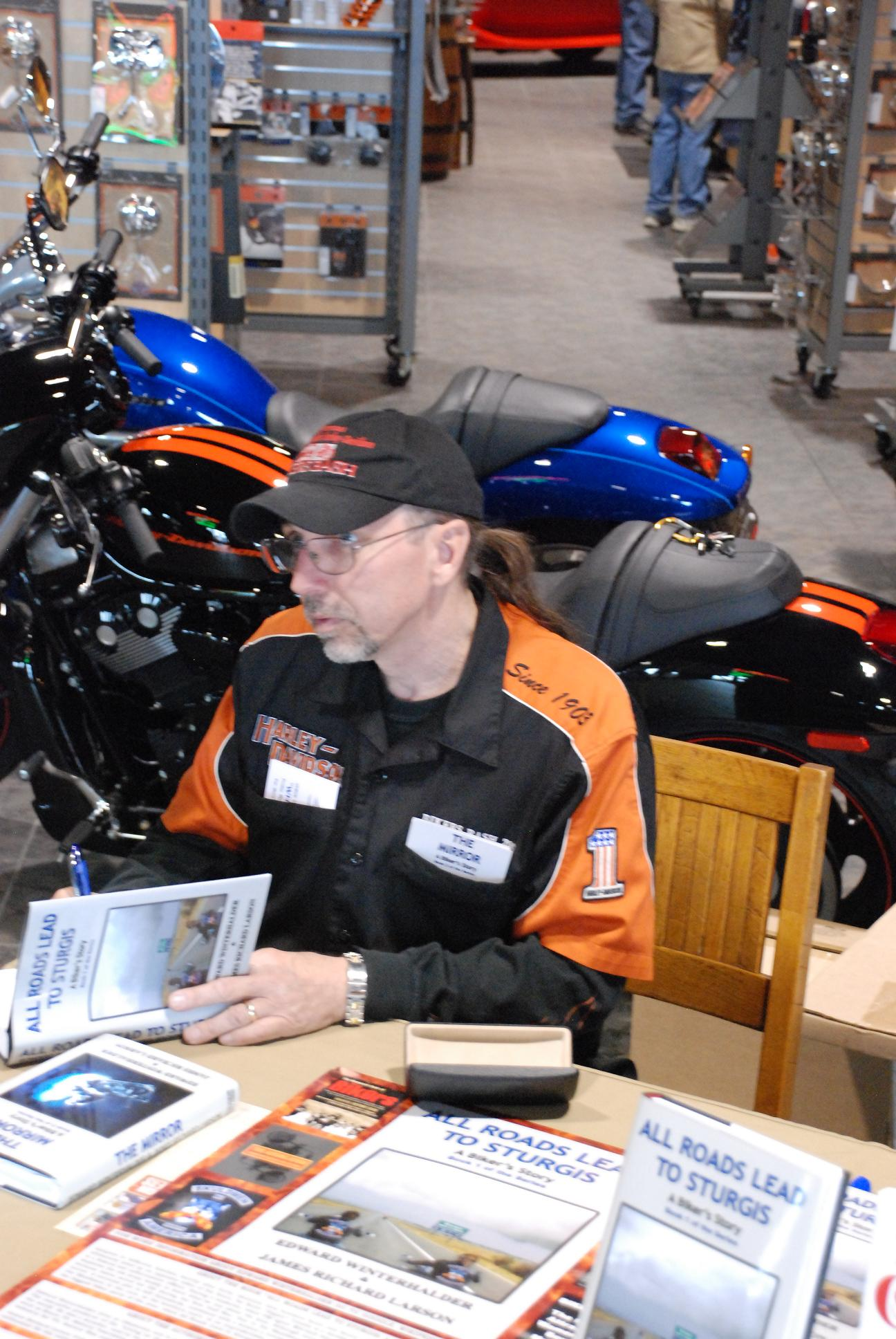
Edward Winterhalder 2010

Edward Winterhalder (* 1955 in Neuengland) ist ein US-amerikanischer Schriftsteller, Fernsehproduzent und Unternehmer, der bisher sieben Bücher über Outlaw Motorcycle Gangs und die Harley-Davidson-Szene geschrieben hat. Er gilt als eine der weltweit führenden Autoritäten auf dem Gebiet der Rockerkultur.

## Leben
Winterhalder wurde in Neuengland geboren und wuchs in Connecticut auf. 1975 zog er nach Oklahoma, nachdem er in der United States Army gedient hatte. In Oklahoma schloss er sich dem Rogues Motorcycle Club an und war 20 Jahre lang ein Vertrauter des dort ansässigen Bandidos-Clubs.
1997 gründete Winterhalder ein Chapter der Bandidos in Oklahoma und war die treibende Kraft bei der Aufnahme des kanadischen Rockerclubs Rock Machine, der sich 2000 den Bandidos in einem Patch-over anschloss. 2003 verließ er die Bandidos um Zeit mit seiner Familie zu verbringen und sein Unternehmen voranzutreiben. Seit 2005 verfasst und gibt Winterhalder Bücher über die Rockerkultur heraus. Er produziert außerdem TV-Shows und DVD, die sich ebenfalls mit dieser Szene beschäftigen. Er ist Erfinder und Produzent der Fernsehserien Biker Chicz, Phass Mob und Living on the Edge.
Als Berater wurde er von verschiedenen Fernsehsendern konsultiert, wenn es in den Programmen um die Rockerkultur ging. So war er bereits bei und für Fox News (USA), im Discovery Channel (USA), bei National Geographic beziehungsweise Nat Geo (USA, Australien, Vereinigtes Königreich und Neuseeland), bei History Television (Kanada), im History Channel (USA & Australien), Global TV (Kanada), Prime TV (Neuseeland) und CBC zu sehen und beratend tätig.
Winterhalder war außerdem als Schreiber bei derselben Sendung von The Word (Bravo) beteiligt, in der auch Joanne K. Rowling auftrat. Er hat zudem regelmäßige Auftritte in der kanadischen Fernsehserie Outlawe Biker. Zitiert wurde er schon von Seattle Weekly, dem Austin Chronicle, der Sunshine Coast Daily in Australien und dem englischen Guardian. Ein ausführliches Interview mit ihm strahlte UCW Radio 2011 aus. Dieses wurde von Louis Velazquez geführt.

## Werke
- mit Wil De Clercq: The Assimilation: Rock Machine Become Bandidos – Bikers United Against the Hells Angels. ECW Press, 2008, ISBN 978-1-55022-824-3.
- mit Wil De Clercq: Biker Chicz of North America. Blockhead City Press, 2010, ISBN 978-0-9771747-3-7.
- mit James Richard Larson: All Roads Lead to Sturgis: A Biker’s Story. Blockhead City Press, 2009, ISBN 978-0-9771747-1-3.
- mit James Richard Larson: The Mirror: A Biker’s Story. Blockhead City Press, 2010, ISBN 978-0-9771747-2-0.
- mit Arthur Veno: Biker Chicks: The Magnetic Attraction of Women to Bad Boys and Motorbikes. Allen & Unwin, 2009, ISBN 978-1-74175-695-1.
- mit Marc Teatum: One Light Coming: A Biker’s Story. Blockhead City Inc, 2011, ISBN 978-0-9771747-5-1.
- Out in Bad Standings: Inside the Bandidos Motorcycle Club – the Making of a Worldwide Dynasty. Blockhead City Press, 2006, ISBN 0-9771747-0-0.
  - Die Übernahme: Von der Rock Machine zu den Bandido: Der Bikerkrieg in Kanada. Stattverlag, 2010, ISBN 978-3-937542-03-4.

## Filmografie
- 2007: Living on the Edge: Riding with the Vietnam Vets Motorcycle Club in Pennsylvania (Produzent, Regisseur, Komponist)
- 2008: Gangland: Bandido Army (Produzent, Experte)
- 2008–2009: Outlaw Bikers (Produzent, Experte)
- 2009: Marked (Produzent)
- 2011: Biker Chicz (Produzent)